# SNAC
Social Networks and Archival Context (SNAC) je spletni projekt za odkrivanje, iskanje in uporabo porazdeljenih zgodovinskih zapisov glede posameznikov, družin in organizacij.